# Grand Prix Femenino de la FIDE 2019-21
El Grand Prix Femenino de la FIDE 2019-21 fue una serie de cuatro torneos de ajedrez exclusivamente para mujeres, que formaron parte del ciclo de clasificación para el Campeonato Mundial Femenino de Ajedrez 2023 . De este torneo saldrían dos jugadoras que participarían del Torneo de Candidatas 2022.

## Formato
16 de las mejores jugadoras del mundo fueron seleccionadas para competir en estos torneos. Cada una acepta y se compromete a participar en exactamente tres de estos torneos. Ellas ordenaron su preferencia de torneos una vez que se anunció la lista final de ciudades anfitrionas y se asignaron las fechas a cada ciudad anfitriona.
Cada torneo es un torneo de todos contra todos de 12 jugadoras. Luego, se asignaron puntos de gran premio de acuerdo con la posición de cada jugador en el torneo: 160 puntos de gran premio para el primer lugar, 130 para el segundo lugar, 110 para el tercer lugar y luego 90 hasta 10 puntos en pasos de 10. En caso de empate en los puntos, los puntos del gran premio se reparten equitativamente entre los jugadores empatados. Aquella con más puntos  es la ganadora.

## Participantes
Doce de las participantes fueron seleccionadas basadas en el promedio de su rating Elo entre los meses de mayo de 2018 y abril de 2019, mientras que las restantes fueron nominadas por los organizadores de cada torneo.
| Jugadora               | Método de Clasificación |
| ---------------------- | ----------------------- |
| Hou Yifan              | Rating                  |
| Ju Wenjun              | Rating                  |
| Aleksandra Goryachkina | Rating                  |
| Humpy Koneru           | Rating                  |
| Mariya Muzychuk        | Rating                  |
| Katerina Lagno         | Rating                  |
| Anna Muzychuk          | Rating                  |
| Aleksandra Kosteniuk   | Rating                  |
| Nana Dzagnidze         | Rating                  |
| Valentina Gunina       | Rating                  |
| Dronavalli Harika      | Rating                  |
| Alina Kashlinskaya     | Rating                  |
| Zhao Xue               | Rating                  |
| Pia Cramling           | Nominada                |
| Antoaneta Stefanova    | Nominada                |
| Elisabeth Pähtz        | Nominada                |
| Marie Sebag            | Nominada                |
| Zhansaya Abdumalik     | Reemplazo               |
| Dinara Saduakassova    | Reemplazo               |
| Irina Bulmaga          | Reemplazo               |
| Gunay Mammadzada       | Reemplazo               |

## Desempates
Con el objetivo de determinar un único ganador claro para jugar en el Challenger Match y en el caso de que dos o más jugadores tengan los mismos puntos acumulados en la parte superior, se utilizarán los siguientes criterios (en orden descendente) para decidir el ganador general:
1. El número de total puntos totales anotados en los cuatro torneos.
2. El número de primeros puestos
3. El número de segundos puestos
4. El número de juegos ganados
5. Sorteo

## Resultados

### Clasificación final
|    | Jugadora               | Skolkovo | Monaco | Lausanne | Gibraltar | Total |
| -- | ---------------------- | -------- | ------ | -------- | --------- | ----- |
| 1  | Aleksandra Goryachkina | 120      | 133⅓   | 145      |           | 398⅓  |
| 2  | Humpy Koneru           | 160      | 133⅓   |          |           | 293⅓  |
| 3  | Katerina Lagno         | 90       | 90     |          | 100       | 280   |
| 4  | Zhansaya Abdumalik     |          |        | 110      | 160       | 270   |
| 5  | Nana Dzagnidze         |          | 35     | 145      | 75        | 255   |
| 6  | Mariya Muzychuk        |          | 60     | 60       | 130       | 250   |
| 7  | Anna Muzychuk          |          | 80     | 85       | 60        | 225   |
| 8  | Aleksandra Kosteniuk   | 45       | 133⅓   | 15       |           | 193⅓  |
| 9  | Dronavalli Harika      | 60       | 60     | 60       |           | 180   |
| 10 | Alina Kashlinskaya     | 45       |        | 85       | 50        | 180   |
| 11 | Elisabeth Pähtz        | 75       | 20     |          | 75        | 170   |
| 12 | Ju Wenjun              | 120      |        | 35       |           | 155   |
| 13 | Valentina Gunina       | 75       | 10     |          | 35        | 120   |
| 14 | Antoaneta Stefanova    | 25       |        | 60       | 35        | 120   |
| 15 | Pia Cramling           | 10       | 60     | 35       |           | 105   |
| 16 | Gunay Mammadzada       |          |        |          | 100       | 100   |
| 17 | Marie Sebag            | 25       |        | 15       |           | 40    |
| 18 | Zhao Xue               |          | 35     |          |           | 35    |
| 19 | Dinara Saduakassova    |          |        |          | 20        | 20    |
| 20 | Irina Bulmaga          |          |        |          | 10        | 10    |

En cursiva, las jugadoras que actuaron como reemplazo pero no eran elegibles para clasificar al Torneo de Candidatas
1. ↑  Lagno obtuvo un lugar en el Torneo de Candidatas gracias a que Goryachkina ya se hallaba clasificada.

### Skolkovo
|    | Jugadora               | Elo  | 1 | 2 | 3 | 4 | 5 | 6 | 7 | 8 | 9 | 10 | 11 | 12 | Pts. |
| -- | ---------------------- | ---- | - | - | - | - | - | - | - | - | - | -- | -- | -- | ---- |
| 1  | Humpy Koneru           | 2560 |   | ½ | ½ | ½ | 1 | 1 | ½ | 1 | ½ | ½  | 1  | 1  | 8,0  |
| 2  | Ju Wenjun              | 2576 | ½ |   | ½ | 0 | ½ | 1 | ½ | 1 | 1 | ½  | 1  | 1  | 7,5  |
| 3  | Aleksandra Goryachkina | 2564 | ½ | ½ |   | ½ | ½ | ½ | 1 | 1 | ½ | 1  | ½  | 1  | 7,5  |
| 4  | Katerina Lagno         | 2545 | ½ | 1 | ½ |   | ½ | 0 | ½ | ½ | ½ | 1  | ½  | 1  | 6,5  |
| 5  | Elisabeth Pähtz        | 2479 | 0 | ½ | ½ | ½ |   | 1 | ½ | ½ | 1 | ½  | ½  | ½  | 6,0  |
| 6  | Valentina Gunina       | 2502 | 0 | 0 | ½ | 1 | 0 |   | 1 | 1 | 1 | ½  | ½  | ½  | 6,0  |
| 7  | Dronavalli Harika      | 2503 | ½ | ½ | 0 | ½ | ½ | 0 |   | ½ | 0 | ½  | 1  | 1  | 5,0  |
| 8  | Aleksandra Kosteniuk   | 2495 | ½ | 0 | 0 | ½ | ½ | 0 | ½ |   | 1 | 0  | ½  | 1  | 4,5  |
| 9  | Alina Kashlinskaya     | 2487 | 0 | 0 | ½ | ½ | 0 | 0 | 1 | 0 |   | 1  | ½  | 1  | 4,5  |
| 10 | Antoaneta Stefanova    | 2491 | 0 | ½ | 0 | 0 | ½ | ½ | ½ | 1 | 0 |    | ½  | ½  | 4,0  |
| 11 | Marie Sebag            | 2450 | ½ | 0 | ½ | ½ | ½ | ½ | 0 | ½ | ½ | ½  |    | 0  | 4,0  |
| 12 | Pia Cramling           | 2487 | 0 | 0 | 0 | 0 | ½ | ½ | 0 | 0 | 0 | ½  | 1  |    | 2,5  |

### Mónaco
|    | Jugadora               | Elo  | 1 | 2 | 3 | 4 | 5 | 6 | 7 | 8 | 9 | 10 | 11 | 12 | Pts. |
| -- | ---------------------- | ---- | - | - | - | - | - | - | - | - | - | -- | -- | -- | ---- |
| 1  | Aleksandra Kosteniuk   | 2483 |   | ½ | 1 | 0 | 1 | 1 | ½ | ½ | ½ | 1  | 1  | 0  | 7    |
| 2  | Humpy Koneru           | 2574 | ½ |   | 1 | ½ | ½ | ½ | ½ | 1 | 1 | ½  | 0  | 1  | 7    |
| 3  | Aleksandra Goryachkina | 2572 | 0 | 0 |   | ½ | ½ | 1 | 1 | ½ | 1 | 1  | ½  | 1  | 7    |
| 4  | Katerina Lagno         | 2547 | 1 | ½ | ½ |   | ½ | 0 | ½ | ½ | ½ | 1  | ½  | 1  | 6,5  |
| 5  | Anna Muzychuk          | 2537 | 0 | ½ | ½ | 1 |   | ½ | ½ | ½ | 1 | ½  | ½  | ½  | 6,0  |
| 6  | Dronavalli Harika      | 2518 | 0 | ½ | 0 | ½ | ½ |   | ½ | 1 | 0 | ½  | 1  | 1  | 5,5  |
| 7  | Pia Cramling           | 2461 | ½ | ½ | 0 | 0 | ½ | ½ |   | ½ | ½ | ½  | 1  | 1  | 5,5  |
| 8  | Mariya Muzychuk        | 2559 | ½ | 0 | ½ | 1 | ½ | 0 | ½ |   | ½ | ½  | 1  | ½  | 5,5  |
| 9  | Zhao Xue               | 2485 | ½ | 0 | 0 | ½ | 0 | 1 | ½ | ½ |   | ½  | ½  | 1  | 5,0  |
| 10 | Nana Dzagnidze         | 2520 | 0 | ½ | 0 | 0 | ½ | ½ | ½ | ½ | ½ |    | 1  | 1  | 5,0  |
| 11 | Elisabeth Pähtz        | 2475 | 0 | 1 | ½ | ½ | ½ | 0 | 0 | 0 | ½ | 0  |    | 1  | 4,0  |
| 12 | Valentina Gunina       | 2492 | 1 | 0 | 0 | 0 | ½ | 0 | 0 | ½ | 0 | 0  | 0  |    | 2,0  |

### Lausanne
|    | Jugadora               | Elo  | 1 | 2 | 3 | 4 | 5 | 6 | 7 | 8 | 9 | 10 | 11 | 12 | Pts. |
| -- | ---------------------- | ---- | - | - | - | - | - | - | - | - | - | -- | -- | -- | ---- |
| 1  | Nana Dzagnidze         | 2502 |   | ½ | 1 | ½ | 1 | ½ | 0 | ½ | 1 | ½  | ½  | 1  | 7    |
| 2  | Aleksandra Goryachkina | 2564 | ½ |   | ½ | ½ | ½ | 1 | ½ | ½ | 1 | ½  | 1  | ½  | 7    |
| 3  | Zhansaya Abdumalik     | 2471 | 0 | ½ |   | ½ | ½ | 1 | ½ | ½ | ½ | 1  | 1  | ½  | 6,5  |
| 4  | Alina Kashlinskaya     | 2487 | ½ | ½ | ½ |   | ½ | ½ | ½ | ½ | 0 | ½  | 1  | 1  | 6,0  |
| 5  | Anna Muzychuk          | 2547 | 0 | ½ | ½ | ½ |   | ½ | ½ | ½ | ½ | ½  | 1  | 1  | 6,0  |
| 6  | Antoaneta Stefanova    | 2491 | ½ | 0 | 0 | ½ | ½ |   | 1 | 1 | ½ | ½  | ½  | ½  | 5,5  |
| 7  | Dronavalli Harika      | 2503 | 1 | ½ | ½ | ½ | ½ | 0 |   | ½ | 1 | ½  | 0  | ½  | 5,5  |
| 8  | Mariya Muzychuk        | 2551 | ½ | ½ | ½ | ½ | ½ | 0 | ½ |   | ½ | ½  | 1  | ½  | 5,5  |
| 9  | Ju Wenjun              | 2576 | 0 | 0 | ½ | 1 | ½ | ½ | 0 | ½ |   | ½  | ½  | ½  | 4,5  |
| 10 | Pia Cramling           | 2487 | ½ | ½ | 0 | ½ | ½ | ½ | ½ | ½ | ½ |    | 0  | ½  | 4,5  |
| 11 | Aleksandra Kosteniuk   | 2495 | ½ | 0 | 0 | 0 | 0 | ½ | 1 | 0 | ½ | 1  |    | ½  | 4,0  |
| 12 | Marie Sebag            | 2450 | 0 | ½ | ½ | 0 | 0 | ½ | ½ | ½ | ½ | ½  | ½  |    | 4,0  |

### Gibraltar
|    | Jugadora            | Elo  | 1 | 2 | 3 | 4 | 5 | 6 | 7 | 8 | 9 | 10 | 11 | 12 | Pts. |
| -- | ------------------- | ---- | - | - | - | - | - | - | - | - | - | -- | -- | -- | ---- |
| 1  | Zhansaya Abdumalik  | 2472 |   | ½ | ½ | ½ | 1 | 1 | ½ | 1 | 1 | 1  | 1  | ½  | 8,5  |
| 2  | Mariya Muzychuk     | 2544 | ½ |   | 1 | ½ | ½ | ½ | ½ | 0 | ½ | 1  | 1  | 1  | 7    |
| 3  | Gunay Mammadzada    | 2443 | ½ | 0 |   | 1 | ½ | ½ | 0 | 1 | ½ | 1  | ½  | 1  | 6,5  |
| 4  | Katerina Lagno      | 2546 | ½ | ½ | 0 |   | ½ | ½ | ½ | 1 | ½ | 1  | ½  | 1  | 6,5  |
| 5  | Elisabeth Pähtz     | 2456 | 0 | ½ | ½ | ½ |   | 1 | ½ | 1 | ½ | 0  | ½  | 1  | 6,0  |
| 6  | Nana Dzagnidze      | 2524 | 0 | ½ | ½ | ½ | 0 |   | ½ | ½ | 1 | ½  | 1  | 1  | 6,0  |
| 7  | Anna Muzychuk       | 2535 | ½ | ½ | 1 | ½ | ½ | ½ |   | 0 | ½ | 1  | 0  | ½  | 5,5  |
| 8  | Alina Kashlinskaya  | 2494 | 0 | 1 | 0 | 0 | 0 | ½ | 1 |   | 1 | 0  | ½  | 1  | 5,0  |
| 9  | Antoaneta Stefanova | 2470 | 0 | ½ | ½ | ½ | ½ | 0 | ½ | 0 |   | 1  | 1  | 0  | 4,5  |
| 10 | Valentina Gunina    | 2421 | 0 | 0 | 0 | 0 | 1 | ½ | 0 | 1 | 0 |    | 1  | 1  | 4,5  |
| 11 | Dinara Saduakassova | 2500 | 0 | 0 | ½ | ½ | ½ | 0 | 1 | ½ | 0 | 0  |    | 1  | 4,0  |
| 12 | Irina Bulmaga       | 2440 | ½ | 0 | 0 | 0 | 0 | 0 | ½ | 0 | 1 | 0  | 0  |    | 2,0  |